# Henriques

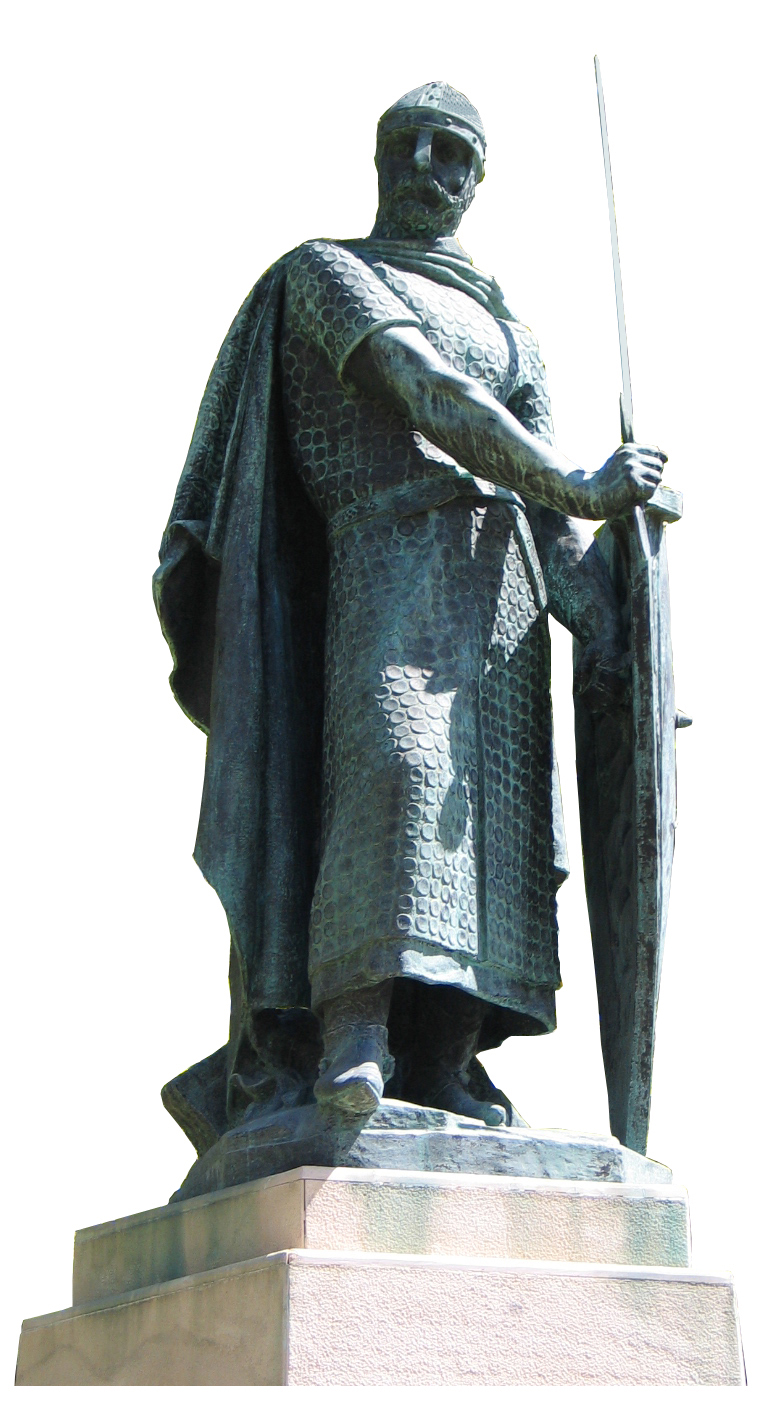
Afonso I de Portugal

Apelido muito nobre e antigo, patronímico do nome próprio Henrique, o que terá feito nascer várias famílias. A principal é a que provém de D. Henrique II, filho natural D. Afonso XI, Rei de Castela, e de D. Leonor Nunes de Gusmão, filha de D. Pedro Nunes de Gusmão e de sua mulher D. Joana Ponce de Leão. D. Henrique II veio a ter vários filhos de D. Brites Fernandes de Angulo, filha de D.Pedro Afonso de Angulo, Alcaide-mor de Córdova, e de sua mullher D. Sancha Iñigues de Cárcamo, sendo um deles D.Fernando Henriques, nascido no ano de 1365 e casado com D. Leonor Sarmento, filha de D. Diogo Peres Sarmento, Senhor de Vilamaior e Salinas, e de sua mulher D. Mécia de Castro. Deste matrimónio nasceu outro D. Fernando Henriques, que veio para Portugal e foi tratado por neto del-rei. Teve o senhorio das Alcáçovas, doado por ... Continua
el-Rei D. Duarte com o consentimento do Infante D. Henrique, para o seu casamento com D.Branca de Melo. D. Afonso V confirmou-lhe essa doação em 24-VIII-1439, fazendo nova doação a sua mulher, em 5-II-1453, na qual declarava D. Fernando era seu primo, neto do Rei D. Henrique II de Castela. D. Fernando Henriques, além de ser o primeiro senhor das Alcáçovas, foi Conselheiro e Aposentador-mor de D. João II, dele descendendo os Henriques de Lencastre, feitos Condes das Alcáçovas.Outro ramo, o dos Gorjão Henriques, do Bobarral, Senhores da Quinta da Abrigada, procede de Luís Henriques, que foi Monteiro-Mor de D.João I. Outros ainda, como os Henriques de Azevedo, foram feitos Viscondes de S.Sebastião Descendentes de Afonso I de Portugal Afonso I (25 de julho de 1109 – 6 de dezembro de 1185), também chamado de Afonso Henriques, e apelidado de "o Conquistador", foi o primeiro Rei de Portugal de 1139 até sua morte, anteriormente servindo como Conde de Portucale de 1112 até sua independência do Reino da Galiza. Era filho de Henrique, Conde de Portucale e sua esposa Teresa de Leão, que, a morte do conde Henrique, "ascende rapidamente ao governo do condado, o que confirma o carácter hereditário que o mesmo possuía".